# Florio
Florio (Cvietić, Cvijetić, Cvietković) je hrvatska pomorska, brodovlasnička, kapetanska i trgovačka obitelj iz Prčanja u Boki, Crna Gora.
Jedna od 12 plemićkih obitelji, članica s nasljednim pravom u upravnom vijeću prčanjske općine. Spada u istaknute obitelji iz Prčnja koja su obilježila društvenu i gospodarsku povijest svojih matičnih sredina širega područja istočnoga Jadrana i Sredozemlja.
Do početka 19. stoljeća, Floriji su, uz bokeljske obitelji Lazzari, Luković, Milin, Milošević, Tripković, Verona, Visin i dr., dominirali u pomorskom gospodarstvu Boke, a sve te trgovačke obitelji postajale su sve poznatije i u svijetu.
Posjedovali su u Prčanju baroknu palaču.
Prema obiteljskim izvorima prvotno su se zvali Cvijetić. U 16. st. obitelj je živjela u Kotoru, odakle je jedan od njezinih članova otišao u Mletke, uzeo potalijančeno prezime Florio te se s novim prezimenom vratio u Kotor.
God. 1600. doselila se u Prčanj iz Kotora. God. 1797. obitelj je posjedovala jedrenjake, a u 19. st. bila je vlasnik ili suvlasnik flote od 13 jedrenjaka i održavala stalne pomorsko-trgovačke veze s Levantom, talijanskim, francuskim, španjolskim i britanskim lukama. U vlasništvu i suvlasništvu imali su jedrenjake duge i obalne plovidbe. Od kraja 18. st. do 1827. obitelj F., uz obitelj Verona, također u Prčanju, bila je jedna od ekonomski najjačih u Boki.
Prema rukopisnoj knjizi Registro delle Patente di Naviganti di questa Communità iz XVIII. st., jedinoj te vrsti u Boki, koja se čuva u arhivu bivše prčanjske općine, spominje se Ivo, patron, brodovlasnik i trgovac, koji je 1782. sa svojim trgovačkim brodom (peligom) i sedam članova posade prevozio suho grožđe i ulje s Levanta u Trst. Vinko, brodovlasnik, živio je 1852. i 1853. u Trstu i bio vlasnikom barka »Dom«. Turski su gusari oko 1820. na Crnome moru napali, opljačkali i zaplijenili prčanjski brod »Ovidio« kapetana Luke, s kojim je tih godina dobro poslovao u ruskim crnomorskim lukama. Usprkos diplomatskom posredovanju Austrije, Turska nije nikada nadoknadila štetu obitelji Florio, a niti kaznila počinitelja.
Među prčanjskim brodovlasnicima koji su između 1850. i 1870. raspolagali s kapitalom od 4 milijuna forintâ u izvorima se spominju Stanislav, Ilija i Tripo u Trstu.
Ilija i Tripo utemeljili su u Trstu bokeljsko dioničarsko parobrodarsko društvo Adria (1871. – 78.), koje je poslovalo s 3 nova parobroda. Poslovno udružene obitelji Florio i Visin (Tripo Florio i Špiro Visin) imale su oko 1860. šest velikih brodova: putnički luksuzni jedrenjak s 12 putničkih kabina, navu »Libertas« te barkove »Neptun«, »Kolumbus«, »Milinka« i »Ljubimka«. Ilija i Tripo nabavili su 1871. i 1872. tri čelična parobroda »Narento«, »Risano« i »Timavo«, sagrađena u Engleskoj. Zajedno s kapetanom Mihom Vučetićem iz Baošića utemeljili su 1871. u Trstu bokeljsko dioničarsko parobrodarsko društvo »Adria«. Uza sve što je društvo imalo znatnu glavnicu i poslovalo s tri novosagrađena parobroda, zbog konkurencije »Austrijskog Lloyda«, bilo je primorano na likvidaciju 1878. Brodove je otkupio »Lloyd«. Tripo je bio i članom uprave komisije klasifikacijskog zavoda »Austrijski Veritas« (1875–96).
Aleksandar, pomorski kapetan, nastradao je 1865. kao zapovjednik bakarskog brigantina »Irene« prilikom brodoloma na Crnome moru.
Mihovil, svećenik i slikar (1794. – 1864.), bio je pristaša ilirskoga pokreta.
Marko Blaž, prvi nautički inspektor u »Austrijskome Lloydu« 1840. Za propadanja bokeljskog brodarstva, kada je novoosnovano parobrodarsko društvo »Austrijski Lloyd« tražilo vrsne pomorce i kapetane, među prvima koji je oko 1840. ušao u njegovu službu bio je pomorski kapetan Marko Blaž. Pomažući u uspostavljanju prvih parobrodarskih linija za Levant, Indiju, Kinu i Japan dao je vidan prinos jačanju austrijske trgovačke mornarice. Uz prčanjske je zapovjednike Petra Marassija i Andriju Veronu bio među prvim nautičkim inspektorima u »Austrijskom Lloydu«. God. 1851. spasio je od opasnog nasukanja u Dardanelima brigantin »Splendido«, kojim je godinu dana kasnije prčanjski kapetan I. Visin oplovio svijet. Za taj podvig Marko Blaž dobio je 1852. posebno priznanje od austrijske središnje Pomorske vlade.
Marko Eugen, pomorski kapetan (1820. – 1906.), kontraadmiral austrougarske ratne mornarice. Istaknuo se u bitci kraj Helgolanda 1864. i u Viškoj bitki ulaskom u stožer austrougarskog admirala W. Tegetthoffa kao zapovjednik korvete Erzherzog Friedrich 1866. godine. Kao poručnik austrijske ratne mornarice sudjelovao je 1848, zajedno s Antonom, austrijskim časnikom, u blokadi Venecije. Na prijedlog Tegetthoffa, austrijski car odlikovao je Marka Eugena Leopoldovim redom za hrabrost. God. 1880. dodijeljeno mu je nasljedno austrijsko viteštvo. Umirovljen je 1889. u činu kapetana bojnog broda, a tom prigodom je promaknut u čin kontraadmirala. S njegovim sinom ugasio se viteški ogranak obitelji Florio. U kući Marka Eugena bila je smještena bogata privatna muzejska zbirka. Brat Marka Eugena, Gaetan, pomorski kapetan, zapovijedao je pomoćnim brodom »Stadium«, u vlasništvu pomorskog društva »Austrijski Lloyd«.
LIT.: F. R. Attlmayr: Der Krieg Österreichs in der Adria im Jahre 1866, 3. Pola 1896. — N. Luković: Postanak i razvitak trgovačke mornarice u Boki Kotorskoj. Beograd 1930, 25–26. — Isti: Prčanj. Historijsko-estetski prikaz. Kotor 1937, 110. — V. A. Duišin: Zbornik plemstva, 1. Zagreb 1938, 241. — N. Luković: Boka Kotorska. Cetinje 1951, 112. — R. F. Barbalić: Veze pomorstva Boke s Rijekom i Hrvatskim primorjem u prošlosti. Godišnjak Pomorskog muzeja u Kotoru, 2(1953) str. 96. — K. Sbutega: Jedan prilog istoriji Prčanja. Ibid., 3(1955, 1954!) str. 128. — N. Luković: Prčanjsko brodarstvo XVIII vijeka. Ibid., 5(1956) str. 103, 104, 106. — Isti: Posljednje razdoblje pomorstva Prčanja. Ibid., 9(1960) str. 194, 195, 197, 200, 201, 203, 204, 207. — R. F. Barbalić: Naši kapetani u službi Lloydovog parobrodarskog društva u prvoj deceniji njegovog djelovanja. Godišnjak Pomorskog muzeja u Kotoru, 10(1962) str. 179–180. — A. Botrić: Stogodišnjica klasifikacije brodova na našoj obali. Ibid., str. 354. — O. Fio: Mehanizacija brodarstva kao faktor pomorsko-ekonomskih promjena na Jadranu (1836–1941). Pomorski zbornik, 1. Zagreb 1962, 272. — M. Milošević: Neki aspekti pomorske privrede Boke Kotorske. Ibid., 2, str. 1814. — P. Starešina: Kapetan Bartul Supičić Silbljanin. Radovi Instituta JAZU u Zadru, 1963, 10, str. 420–421. — I. Zloković: Kontraadmiral Marko Florio. Viška bitka (zbornik). Zadar 1967, 71. — N. Luković: Bilans pomorsko-trgovačke kuće Iva i braće Verona iz Prčanja 1827. godine. Godišnjak Pomorskog muzeja u Kotoru, 17(1969) str. 95–97. — A. Botrić: Pomorska privreda Prčanja u prošlosti (XVI–XIX st.). 12 vjekova Bokeljske mornarice (zbornik). Beograd 1972, 80, 84, 85, 89. — B. Kojić i R. Barbalić: Ilustrirana povijest jadranskog pomorstva. Zagreb 1975, 78.

## Vanjske poveznice
- Florio Hrvatska tehnička enciklopedija, portal hrvatske tehničke baštine. LZMK